# Los Líderes World Tour
Los Líderes World Tour es el sexto gira mundial del dúo del reggaeton Wisin & Yandel para promocionar su octavo álbum de estudio Líderes.Consistía en tres etapas que incluían 6 espectáculos en México, la gira de estadios más grande del dúo en ese momento. La gira estaba planeada para finalizar el 22 de diciembre de 2012 en San Juan, Puerto Rico, sin embargo, la gira se amplió hasta 2013 debido a la alta demanda, incluida una segunda etapa en estadios en los Estados Unidos.Durante la parada en México y Puerto Rico, los conciertos se grabaron en el álbum En vivo. Actuando en grandes y grandes lugares de América Latina, fue la gira más extensa y exitosa del dúo.

## Descripción general

### Escenario y diseño
El dúo afirmó que el escenario en Puerto Rico costó alrededor de US$100.000."La idea detrás del tema era que esto era una lider en la música", dijo el diseñador de iluminación/escenografía/video Todd Roberts de Visions Lighting LLC (Placenta, California), quien trabajó con el diseñador de iluminación/programador personal de Wisin y Yandel, Luis Carmona, el director de video Alfredo Cifredo y el gerente de producción Eggie Allende para diseñar y crear el escenario. "Querían que el aspecto del escenario fuera realmente industrial. Usamos muchas cadenas de gran tamaño y muchos metales". En cuanto a la iluminación, "querían que pareciera lo más grande posible", dijo Roberts, "con un presupuesto pequeño".
En el Luna Park de Buenos Aires, el escenario era de 360 grados. Era la primera vez en 31 años que un artista utilizaba un escenario de este tipo. El último artista que se presentó en el lugar fue Frank Sinatra. Por este motivo, el concierto se denominó "Los Lideres en 360"

### Recepción y asistencia comercial
Tras el anuncio de la primera etapa en los México, más del 60% de las entradas se vendieron en las primeras semanas. Los precios de las entradas oscilaron entre $ 45 y $ 95. En México, la gira fue un éxito de taquilla y en la Ciudad de México se agregó una segunda fecha en el Palacio de los Deportes debido a la gran demanda.
En Medellín, Colombia, los medios locales informaron una asistencia de alrededor de 12.000 fanáticos. Más de 50.000 fanáticos se presentaron al cierre. Durante la segunda etapa en Latinoamérica, se vendieron más de 100.000 entradas entre Paraguay y Argentina. El concierto en Puerto Gaitan, Colombia vendió más de 16.000 entradas. Wisin & Yandel fueron elegidos para ser el último y principal acto del tercer y último día del Festival Presidente 2012 en Santo Domingo

## Fechas de la gira
| Fecha                    | Ciudad            | País                 | Lugar                                   |
| Latinoamérica            | Latinoamérica     | Latinoamérica        | Latinoamérica                           |
| ------------------------ | ----------------- | -------------------- | --------------------------------------- |
| 25 de agosto de 2012     | Los Ángeles       | Estados Unidos       | Los Angeles State Historic Park         |
| 8 de septiembre de 2012  | Santo Domingo     | República Dominicana | Estadio Olímpico Félix Sánchez          |
| 30 de septiembre de 2012 | New York          | Estados Unidos       | Citi Field                              |
| 18 de octubre de 2012    | Guadalajara       | México               | Auditorio Telmex                        |
| 19 de octubre de 2012    | Ciudad de México  | México               | Palacio de los Deportes                 |
| 20 de octubre de 2012    | Tijuana           | México               | Plaza Monumental de Playas de Tijuana   |
| 21 de octubre de 2012    | Monterrey         | México               | Auditorio Banamex                       |
| 27 de octubre de 2012    | Ciudad de México  | México               | Palacio de los Deportes                 |
| Norteamérica             |                   |                      |                                         |
| 1 de noviembre de 2012   | Houston           | Estados Unidos       | Arena Theatre                           |
| 2 de noviembre de 2012   | Dallas            | Estados Unidos       | TBA                                     |
| 21 de diciembre de 2012  | San Juan          | Puerto Rico          | Coliseo de Puerto Rico                  |
| 22 de diciembre de 2012  | San Juan          | Puerto Rico          | Coliseo de Puerto Rico                  |
| 18 de enero de 2013      | Nueva York        | Estados Unidos       | Madison Square Garden                   |
| Latinoamérica            |                   |                      |                                         |
| 8 de febrero de 2013     | Medellín          | Colombia             | Estadio Polideportivo Sur               |
| 12 de febrero de 2013    | Ciudad de Panamá  | Panamá               | TBA                                     |
| 23 de febrero de 2013    | Asunción          | Paraguay             | Jockey Club                             |
| 24 de febrero de 2013    | Buenos Aires      | Argentina            | Luna Park                               |
| 1 de marzo de 2013       | Viña del Mar      | Chile                | Anfiteatro de la Quinta Vergara         |
| 10 de marzo de 2013      | Punta Cana        | República Dominicana |                                         |
| 5 de abril de 2013       | Chicago           | Estados Unidos       | Byline Bank Aragon Ballroom             |
| 17 de mayo de 2013       | Bogotá            | Colombia             | Centro Comercial Bima                   |
| 18 de mayo de 2013       | Bogotá            | Colombia             | Centro Comercial Bima                   |
| 19 de mayo de 2013       | Bucaramanga       | Colombia             | Plaza de Toros Señor de los Milagros    |
| Norteamérica             |                   |                      |                                         |
| 24 de mayo de 2013       | Filadelfia        | Estados Unidos       | Liacouras Center                        |
| 25 de mayo de 2013       | Lowell            | Estados Unidos       | Tsongas Center                          |
| 26 de mayo de 2013       | Mashantucket      | Estados Unidos       | Foxwoods Resort Casino                  |
| Latinoamérica            |                   |                      |                                         |
| 8 de junio de 2013       | Tulua             | Colombia             | Coliseo de Ferias Manuel Victoria Rojas |
| 8 de julio de 2013       | Durango           | México               |                                         |
| Norteamérica             |                   |                      |                                         |
| 1 de septiembre de 2013  | San Antonio       | Estados Unidos       | Alamodome                               |
| 13 de septiembre de 2013 | San Francisco     | Estados Unidos       | San Mateo County Event Center           |
| 14 de septiembre de 2013 | San Diego         | Estados Unidos       | Pechanga Arena                          |
| Latinoamérica            |                   |                      |                                         |
| 5 de octubre de 2013     | Quito             | Ecuador              | Coliseo General Rumiñahui               |
| 17 de octubre de 2013    | Buenos Aires      | Argentina            | Luna Park                               |
| 18 de octubre de 2013    | Santiago de Chile | Chile                | Movistar Arena                          |
| 30 de octubre de 2013    | Ciudad de México  | México               | Estadio Azteca                          |
| 14 de noviembre de 2013  | Monterrey         | México               | Arena Monterrey                         |
| 15 de noviembre de 2013  | Ciudad de México  | México               | Auditorio Nacional                      |
| 16 de noviembre de 2013  | Ciudad de México  | México               | Auditorio Nacional                      |
| Norteamérica             |                   |                      |                                         |
| 22 de noviembre de 2013  | Laredo            | Estados Unidos       | Sames Auto Arena                        |
| 23 de noviembre de 2013  | Austin            | Estados Unidos       | Crown Event Center                      |
| Latinoamérica            |                   |                      |                                         |
| 17 de enero de 2014      | Mérida            | México               | Parque Kukulcán Alamo                   |
| 18 de enero de 2014      | Guadalajara       | México               | Foro Alterno                            |
| 23 de marzo de 2014      | Puerto Gaitan     | Colombia             |                                         |

### Datos de taquilla
| Fecha  | Ciudad      | País           | Asistencia             | Taquilla   |
| ------ | ----------- | -------------- | ---------------------- | ---------- |
| &nsbp; | Los Ángeles | Estados Unidos | 11 987 / 11 987 (100%) | $636 609   |
| &nsbp; | San Juan    | Puerto Rico    | 50 033 / 52 168 (96%)  | $2 778 573 |
| Total  | Total       | Total          | 62 020 / 64 155 (97%)  | $4 145 155 |

### Asistencia
| Ciudad            | País                 | Asistencia |
| ----------------- | -------------------- | ---------- |
| Mérida            | México               | 22 500     |
| Tijuana           | México               | 15 000     |
| Ciudad de México  | México               | 40 000     |
| Monterrey         | México               | 5000       |
| Quito             | Ecuador              | 7000       |
| Asunción          | Paraguay             | 25 000     |
| Santiago de Chile | Chile                | 10 000     |
| Puerto Gaitan     | Colombia             | 16 000     |
| Medellín          | Colombia             | 12 000     |
| Santo Domingo     | República Dominicana | 50 000     |
| San Juan          | Puerto Rico          | 50 000     |
| Total             | Total                | 364 500    |

## Conciertos cancelados
Lista de conciertos cancelados, indicando fecha, ciudad, país, lugar y motivo de la cancelación

| Fecha                    | Ciudad                | País           | Evento                              | Razón   |
| ------------------------ | --------------------- | -------------- | ----------------------------------- | ------- |
| 21 de septiembre de 2012 | Ciudad del Este       | Paraguay       |                                     | Unknown |
| 4 de octubre de 2012     | Chetumal              | México         | Estadio 10 de Abril                 | Unknown |
| 5 de octubre de 2012     | Mérida                | México         | Jardín Carta Clara                  | Unknown |
| 6 de octubre de 2012     | Cancún                | México         | Estadio Beto Ávila                  | Unknown |
| 11 de octubre de 2012    | Santiago de Querétaro | México         | Estadio Olímpico Alameda            | Unknown |
| 13 de octubre de 2012    | Ciudad de México      | México         | Plaza de toros Monumental de México | Unknown |
| 26 de octubre de 2012    | Mexicali              | México         | Estadio Nido de los Águilas         | Unknown |
| 15 de noviembre de 2012  | Phoenix               | Estados Unidos | Arizona Financial Theatre           | Unknown |
| 18 de febrero de 2013    | Tegucigalpa           | Honduras       | Estadio Chochi Sosa                 | Unknown |
| 5 de septiembre de 2013  | Montevideo            | Uruguay        | Cilindro Municipal                  | Unknown |